# World Championship Wrestling
A World Championship Wrestling, Inc. (WCW) egy amerikai profi pankrációs promóció volt, amelyet Ted Turner alapított 1988-ban, miután a Turner Broadcasting System egy Universal Wrestling Corporation nevű leányvállalatán keresztül megvásárolta a National Wrestling Alliance (NWA) területén működő Jim Crockett Promotions (JCP) vagyonát (amely a TBS-en sugározta programjait).
A WCW fennállásának nagy részében a World Wrestling Federation (WWF; ma már World Wrestling Entertainment (WWE) néven ismert) mellett az Egyesült Államok egyik vezető profi pankrációs promóciója volt, és népszerűség tekintetében egy ponton túlszárnyalta az utóbbit. A kezdeti sikerek után, amelyeket az 1980-as évek ismert pankrátor sztárjainak felhasználásával ért el, a vállalat 1993-ban Eric Bischoffot nevezte ki televíziós vezető producerré. Bischoff vezetése alatt a vállalat a mainstream sikerek időszakát élte át, amelyet a reality-alapú történetekre való áttérés és a korábbi WWF tehetségek figyelemre méltó felvétele jellemzett. A WCW a népszerű cirkálósúlyú osztály kialakításával is figyelmet kapott, amely egy akrobatikus, gyors tempójú, lucha libre-ihlette birkózóstílust mutatott be. 1995-ben a WCW bemutatta a Monday Nitro című élő televíziós műsorát, és ezt követően a WWF zászlóshajójával, a hétfő esti Raw-val szemben nézettségi versenyt indított a ma már Monday Night Wars néven ismert időszakban. 1996 és 1998 között a WCW 83 egymást követő héten keresztül felülmúlta a rivális programját nézettségben.
1999-től kezdődően a WCW a kreatív hibák miatt jelentős nézettségi és bevételi veszteségeket szenvedett el, és az sem tett jól neki, hogy az America Online (AOL) és a Turner Broadcasting anyavállalata, a Time Warner (később WarnerMedia, ma Warner Bros. Discovery) 2001-ben egyesültek egymással. Nem sokkal később a WCW megszűnt, és a WWF 2001-ben megvásárolta a WCW egyes eszközeit, beleértve a videótárat, a szellemi tulajdont (beleértve a WCW nevet és bajnoki címeket), valamint néhány pankrátor szerződését. A jogi kötelezettségek miatt megtartott és a Universal Wrestling Corporation névre visszaváltott leányvállalat 2017-ben hivatalosan is megszűnt. Székhelye a Georgia állambeli Smyrna városában volt.

## Története

### Eredet
A "World Championship Wrestling" a Georgia Championship Wrestling (GCW) által 1982 óta gyártott televíziós műsor volt. Jim Barnett (aki rövid ideig az azonos nevű ausztrál promóció tulajdonosa volt) az 1970-es években a GCW irányításáért folytatott belső harc során került Atlantába. Barnett végül a promóció többségi tulajdonosa lett, és 1982-ben elkezdte használni korábbi promóciójának nevét a GCW heti szombati televíziós műsorában. A Black Saturday néven ismertté vált eseményeket követően, amikor a GCW és annak televíziós műsora rövid időre a WWF tulajdonába került, a promóciót végül a Charlotte-i székhelyű Jim Crockett Promotions (JCP) vásárolta meg, amely a Georgiától közvetlenül északra fekvő közép-atlanti terület promótere volt.
A befolyásos pankrációs magazin, a Pro Wrestling Illustrated és testvérkiadványai ezt követően rendszeresen "World Championship Wrestling", "WCW" és leggyakrabban "a világbajnoki terület" néven hivatkoztak a JCP-re, és így tettek egészen 1988 elejéig, amikor is kizárólag NWA-ként kezdtek hivatkozni a cégre, azzal az indoklással, hogy "nyilvánvalóvá vált, hogy az NWA és a világbajnoki terület egy és ugyanaz".
1988 végére a JCP további területfelvásárlásokat követően pénzügyi nehézségekkel küzdött. Ted Turner, a Turner Broadcasting névadó főtulajdonosa 1988 októberében új leányvállalatot alapított, hogy megvásárolja a JCP eszközeinek nagy részét. A felvásárlás 1988. november 2-án fejeződött be. Míg kezdetben a leányvállalatot "Universal Wrestling Corporation" néven jegyezték be, a felvásárlást követően úgy döntöttek, hogy a promóció neveként a jól ismert "World Championship Wrestling" elnevezést használják.

### Vezetés és booking
A WCW fennállása során számos változáson ment keresztül az üzleti és kreatív vezetésben. Néhányan, mint például Jim Herd, televíziós vezetők voltak, akiknek nem volt birkózó-promóciós tapasztalatuk; mások, mint Bill Watts, Ole Anderson, és Dusty Rhodes nagy tapasztalattal rendelkeztek az üzletben, de nem voltak hatékonyak abban, hogy a WCW nagyrészt regionális közönségét országos és nemzetközi közönséggé növeljék (ahogy Vince McMahon sikeresen tette a WWF-fel).
Eric Bischoff kombinálta a pankráció megértését (amelyet nagyrészt Verne Gagne American Wrestling Associationjének munkatársaként szerzett) azzal a hajlandósággal, hogy változtatásokat hajtson végre, amelyek a WCW ismertségének növeléséhez szükségesek a mainstream média, a célközönség és különösen a televíziós hirdetők körében. Ezek a változások magukban foglalták néhány televíziós közvetítés áthelyezését Atlantából a floridai Orlandóba, a Disney-MGM Studiosba, valamint a veterán amerikai fő eseményen fellépő előadók és a világ promócióiból érkező fiatalabb sztárok (például Rey Mysterio Jr.) szerződtetését. Ő volt a felelős a WCW Monday Nitro 1995-ös elindításáért is, ami elindította a hétfő esti háborút (Monday Night Wars), és elindította a WCW és a WWF közötti intenzív verseny időszakát, amely a legnézettebb időszak lett a televíziós profi birkózás történetében. Egy második főműsoridős sorozat, a WCW Thunder 1998. január 8-án mutatkozott be a TBS-en.

### Monday Night Wars
A Monday Night Wars egy olyan korszak volt a profi pankrációban, amikor a WCW Monday Nitro és a WWF Raw is War című műsorai versengtek a nézettségért. Mindkét műsor hétfőnként került adásba. 1995-től 1998-ig a Nitro felülmúlta a Raw-t, egészen az 1999. január 4-i Raw epizódig, ahol a Nitro bemondóinak azt mondták, hogy rontsák el a Raw fő eseményét, amely szerint Mankind megnyeri a WWF bajnoki címét. Emiatt rengeteg WCW-néző váltott csatornát, hogy láthassa, ahogy Mankind megnyeri a címet. Ezt követően a WCW nézettsége tovább csökkent, és az utolsó Nitro epizódjukat 2001. március 26-án sugározták, amikor a WWF (ma WWE) felvásárolta őket.

### Eladás a World Wrestling Federationnek
2000-ben a pletykák szerint több potenciális vevő is érdeklődött a WCW iránt. Ted Turner azonban az America Online (AOL) és a Time Warner 2001-es végleges egyesülése előtt nem rendelkezett befolyással a Time Warner felett, és a legtöbb ajánlatot elutasították. Eric Bischoff a Fusient Media Ventures-szel együttműködve 2001 januárjában ajánlatot tett a vállalat megvásárlására. A WCW-üzlet egyik fő támogatója visszalépett, miután az AOL Time Warner megtagadta, hogy a WCW továbbra is a saját csatornáin sugározzon, így a Fusientnek le kellett vennie ezt az ajánlatot az asztalról, miközben megpróbált egy új üzletet összehozni. Időközben Jamie Kellner kapta meg a Turner Broadcasting részleg irányítását, és úgy ítélte meg, hogy a WCW - a Turner Sports egészével együtt - nem illik az arculatához, és azt mondta, hogy "nem lenne elég kedvező ahhoz, hogy a "megfelelő" hirdetők adásidőt vásároljanak" (annak ellenére, hogy a Thunder volt akkoriban a TBS legnézettebb műsora). Ennek eredményeképpen a WCW műsorát megszüntették a TBS-en és a TNT-n. Guy Evans NITRO: The Incredible Rise and Inevitable Collapse of Ted Turner's WCW című könyvében azt írja, hogy a WCW és a Fusient közötti adásvételi szerződés egyik legfontosabb feltétele az volt, hogy a Fusient a TNT és a TBS csatornákon a műsoridő feletti ellenőrzést akarta, függetlenül attól, hogy ezeken a műsoridőn a WCW műsorai szerepelnek-e vagy sem. Ez befolyásolta Kellner döntését, hogy végül megszüntette a WCW műsorát. A WCW veszteségeit ezután a felvásárlási könyvelésen keresztül írták le; Evans szerint: "a fúzió utáni környezetben az új konglomerátum képes volt "leírni" a pénzveszteséget okozó műveleteket, lényegében megszüntetve ezeket a veszteségeket, mivel azok nem voltak relevánsak a jövőre nézve.
A WCW műsorainak törlésével a WWF szabadon megszerezte a WCW védjegyeit, videótárát és néhány szerződését új leányvállalatán, a W. Acquisition Company-n keresztül, amelyet később WCW Inc. névre kereszteltek át. Az AOL Time Warner fenntartotta leányvállalatát, amely visszatért eredeti jogi nevére, az Universal Wrestling Corporationre, hogy a WWF által nem vállalt jogi kötelezettségekkel foglalkozzon. A UWC a Time Warner leányvállalataként szerepelt 2017-ig, amikor is beolvadt a Turner Broadcasting Systembe.

## Hagyaték
A WCW és elődei fennállásának kezdetén a céget erősen azonosították a profi pankráció déli stílusával (azaz a "rasslin"-nel), amely a WWF show-szerűségével és rajzfilmszerű jellemábrázolásával szemben az atletikus és versenyképes ringbeli teljesítményt helyezte előtérbe. A WCW 1996 közepétől 1998-ig uralta a profi pankráció televíziós nézettségét az Egyesült Államokban a New World Order történetének köszönhetően, de ezt követően kezdett teret veszíteni a WWF és annak újonnan létrehozott, éles, antihősökkel teli Attitude Era programjaival szemben. A WCW korábbi dolgozói, mint Stone Cold Steve Austin, Triple H, Mick Foley és Chris Jericho, a WWF elismert szupersztárjai lettek. 1999-re a WCW-t kritizálták a minőségi történetek hiánya és a megkérdőjelezhető booking döntések miatt, amelyek hozzájárultak a promóció hanyatlásához.
Az AOL Time Warner 2001-ben 2,5 millió dollárért eladta a WCW nevének és logójának védjegyeit a WWF-nek, majd nem sokkal később Vince McMahon, a WWF tulajdonosa további 1,7 millió dollárért megvásárolta a WCW teljes videokazettatárát, így a WCW eladásának végösszege 4,2 millió dollár lett. A WWF kezdetben megtartotta a WCW United States Championship, a WCW Cruiserweight Championship, a WCW World Tag Team Championship és a WCW World Heavyweight Championship címeket, amelyeket végül egyesítettek a WWF megfelelő társaival.
A WWE azóta különböző WCW dokumentumfilmeket, antológiákat és összeállításokat adott ki, köztük a The Rise and Fall of WCW-t, valamint a Diamond Dallas Page által vezetett The Very Best of WCW Monday Nitro című háromrészes sorozatot. A WCW tartalmai a WWE Network 2014-es elindításával vált elérhetővé.
A WWE a WCW több eseményét is felelevenítette, köztük a Great American Bash-t 2004-ben és a Starrcade-et 2017-ben. Szintén 2017-ben a WWE megtartotta az első éves NXT WarGames eseményét az NXT márkája számára, és ezen az eseményen rendezték meg a Nitro 2000. szeptember 4-i epizódja óta az első WarGames mérkőzést.
A WCW bezárása után számos új profi pankrációs promóció indult, amelyekben a WCW-vel kapcsolatban álló korábbi tehetségek szerepeltek. A Total Nonstop Action Wrestlinget (TNA), amely ma Impact Wrestling néven ismert, Jeff Jarrett alapította 2002-ben, és a 2000-es évek közepén-végén átvette a WCW piaci pozícióját. 2019-ben az új promóció, az All Elite Wrestling (AEW) partnerséget kötött a WarnerMedia-val, hogy a TNT-n sugározzák zászlóshajójukat, az AEW Dynamite-ot; ezzel pedig a WCW bezárása óta először tért vissza a profi pankráció a csatornára. 2022. január 5-én a Dynamite átkerült a TNT testvércsatornájára, a TBS-re, ezzel a TBS először sugárzott pankrációs műsorokat a WCW Thunder 2001. március 21-i epizódja óta. A TNT továbbra is sugározza az AEW második műsorát, az AEW Rampage-et.